# Флаг сельского поселения Петровское (Московская область)
Флаг муниципального образования сельское поселение Петро́вское Клинского муниципального района Московской области Российской Федерации — опознавательно-правовой знак, служащий официальным символом муниципального образования.
Флаг утверждён 21 ноября 2008 года и внесён в Государственный геральдический регистр Российской Федерации с присвоением регистрационного номера 4557.
Флаг составлен на основе герба сельского поселения Петровское по правилам и соответствующим традициям вексиллологии и отражает исторические, культурные, социально-экономические, национальные и иные местные традиции.

## Описание
«Прямоугольное полотнище с соотношением ширины к длине 2:3, состоящее из трёх вертикальных полос — красной, белой и голубой в соотношении 9:2:9 и воспроизводящее фигуры из герба поселения, выполненные белыми, жёлтыми и оранжевыми цветами».
Геральдическое описание герба гласит: «В червлёном (красном) и лазоревом (голубом, синем) поле, рассечённом узким серебряным столбом, уширенный и пониженный пояс того же металла, посередине зубчато расторгнутый и сопровождённый во главе положенным поверх столба золотым почтовым рожком».

## Обоснование символики
Село Петровское возникло из Железовского погоста лежавшего на дороге Клин—Волоколамск. С этим краем связаны имена многих выдающихся деятелей науки и культуры. Одним из них был Иван Филиппович Усагин, учёный физик, изобретатель первого трансформатора. Памятник известному учёному стоит на улице Центральной села Петровское.
Узкая белая полоса на флаге поселения многозначна:
— аллегория дороги Клин—Волоколамск;
— вместе с широким зубчато-разделённым поясом полоса образует фигуру, напоминающую изображение трансформатора на электрических схемах в технике, и потому она символически отражает историческую связь учёного Усагина с сельским поселением Петровское.
Золотой рожок в верхней части флага символизирует неразрывную историческую связь поселения Петровское с Клинским районом (почтовый рожок — элемент флага Клинского муниципального района).
Голубой цвет (лазурь) — символ возвышенных устремлений, искренности, преданности, возрождения.
Красный цвет — символ мужества, жизнеутверждающей силы и красоты, праздника, труда.
Белый цвет (серебро) — символ чистоты, ясности, открытости, божественной мудрости, примирения.
Жёлтый цвет (золото) — символ высшей ценности, величия, великодушия, богатства, урожая.